# Млечна жлеза
Млечната жлеза (на латински: glandula mammaria) е чифтен външен паренхимен орган, характерен за полово зрелите женски индивиди от клас Бозайници.
По време на ембрионалното развитие млечните жлези се залагат по еднакъв начин както при мъжките, така и при женските индивиди. Нормално те се развиват през побертета само при женските индивиди, заедно с останалите вторични полови белези. Секретът на млечната жлеза се нарича мляко То е единственият неприроден продукт, който е предназначен само за изхранване на подрастващото потомство.
Филогенетично млечната жлеза е многократно уголемена и разрастнала се потна жлеза. Тя отделя с млякото всички вредни и непотребни вещества, от кръвта на майката. Затова кърмещите жени трябва много внимателно да подбират храната и останалите вещества, които приемат.

## Морфология
Всяка млечна жлеза е изградена от полукълбовидно тяло (на лат. corpus glandullae mammae) и повече или по-малко продълговата или конусовидна papila (на лат. papilla glandullae mammae). Най-отвън млечната жлеза е покрита с кожа. Под нея са разположени повърхностната и дълбоката фасция. Последната отделя широки напречни съединителнотъканни плочи, които образуват окачвателния апарат на млечната жлеза (на лат. apparatus suspensorius glandullae mammae).
Паренхимът на млечната жлеза е изграден от алвеоли, състоящи се от жлезистоепителни клетки. Техните изводни каналчета се вливат в по-големи събирателни каналчета. Последните се вливат в още по-големи събирателни канали, които достигат до кухината, предназначена за временно събиране на млякото, между отделните избозавания. Тази кухина се нарича млечна цистерна (на лат. sinus lactifer). При различните видове броят на млечните цистерни варира от една до двадесет. Всяка млечна цистерна има отделен изводен канал, със собствен отвор на върха на цицката.

## Млечни жлези при жената
Жените имат по две млечни жлези (разговорно гърди). Те са разположени в гръдната област в равнината между 2-ро и 6-о ребро. Нормалното съотношение на жлезната епителна към мастната тъкан е 1:1 при нелактираща и 2:1 при млекоотдаваща жлеза.

## Млечни жлези при животните
Млечните жлези са билатерално симетрични, разположени на вентралната повърхност на тялото. При мечката, слоницата и маймуната са разположени в гръдната област, между гръдните крайници. При свинята, кучката, котката и зайкинята са разположени в гръдната, коремната и тазовата област. При кравата, биволицата, овцата, козата, якът, ламата, камилата и кобилата са разположени в тазовата област, между тазовите крайници и се означават със сборното понятие виме (на лат. uberus).
Тази таблица представя броя на млечните жлези и броя на млечните цистерни (респ. броя на изводните системи) във всяка жлеза, при различни видове животни:
| вид           | жлези  | цистерни |
| ------------- | ------ | -------- |
| Крава         | 4      | 1        |
| Биволица      | 4      | 1        |
| Камила        | 4      | 3        |
| Овца          | 2      | 1        |
| Коза          | 2      | 1        |
| Свиня         | 14     | 2 – 3    |
| Морско свинче | 2      | 1        |
| Кобила        | 2      | 2 – 3    |
| Кучка         | 8 – 10 | 8 – 14   |
| Котка         | 8      | 5 – 7    |
| Зайкиня       | 6 – 10 | 10 – 15  |